# Tredje avdelningen av Generalstaben i Folkets befrielsearmé
Tredje avdelningen av Generalstaben i Folkets befrielsearmé ansvarar tillsammans med Ministeriet för statssäkerhet för signalspaning i Folkrepubliken Kina.
Västerländska analytiker bedömer att Tredje avdelningen har en personalstyrka på 130 000, men denna uppgift kan inte oberoende bekräftas.